# Сабанов, Юрий Викторович
Сабанов Юрий Викторович (род. 4 июня 1978 года, г. Стерлитамак) — российский спортсмен. Заслуженный мастер спорта Р. Ф. (2009) по борьбе на поясах.

## Биография
Сабанов Юрий Викторович родился 4 июня 1978 года в г. Стерлитамаке.
В юности Юрий занимался плаванием, участвовал в соревнованиях и был чемпионом города по плаванию. С 12 лет занимался греко-римской борьбой и борьбой курэш.
Во время турнира греко-римской борьбы в Соликамске (Пермская область), будучи мастером спорта России по этому виду борьбы, Юрий получил травму и ему пришлось оставить этот вид спорта. В 2006 году окончил Стерлитамакский институт физической культуры.
Занимался спортом в спортивных клубах Стерлитамакского станкостроительного завода (тренер А. А. Сафаров) и «Уфимец» (Н. Ю. Мазов).
2003—2008 был членом сборной команды России по борьбе на поясах. Выступал в весовой категории свыше 100 килограммов (162 кг).

## Достижения
- Чемпион мира (2006—2007), Европы (2005, 2007—2008) и России (2003, 2006—07) по борьбе на поясах
- Обладатель Кубка России (2005), серебряный призёр чемпионатов мира (2003, 2005)
- Победитель международного турнира памяти Ш. С. Сафина (Москва, 2005—2007) по борьбе на поясах
- Чемпион России (2004) по борьбе курэш.
- Победитель международных турниров в Греции (г. Лариса, 1997) и Чехии (г. Хомутов, 1998) по борьбе греко-римской среди юниоров.